# Песнь камня
«Песнь камня» — роман шотландского писателя Иэна Бэнкса, опубликованный в 1997 году.

## Краткое содержание
Абель и Морган жили в маленьком замке в небольшом городке во время гражданской войны. Они решили покинуть свой дом и присоединиться к беженцам в поисках безопасности. Группа солдат нерегулярной армии по руководством «лейтенанта» остановила их и возвратила их в замок, в который они направлялись, чтобы сделать из него укрепления. Солдаты разграбили замок, а Морган была соблазнена Лейтенантом. Вражеские группировки атаковали замок с использованием артиллерии, и бойцы брали с собой Абеля для контр-наступления. Когда они вернулись, Абель почти застрелил «Лейтенанта» и всё закончилось насильственным и нигилистическим концом.
«Песнь Камня» — это история о том, что случается, когда рушатся нормальные общественные порядки. Темы инцеста, насилия и войны тесно переплетаются с жизнями довольно помпезного, но лирического опозоренного Абеля, пустой и смиренной Морган, безжалостной Лейтенантом и её солдат с такими именами, как Психо, Карма и Смертельное желание.
История рассказана от первого лица Абеля. Абель описывает действия Морган во втором лице.
Пока захватчики грабили и разрушали потомственное жилища семьи Абеля, он сам, казалось, не понимал, что происходит. Позже, когда Лейтенант предложила почтить память слуги Абеля, жившего с ними все свою жизнь, который только что умер, Абель и читатель осознают, что он не знает фамилии слуги.
Насилие во время войны описывается очень подробно.